# Ядерна енергетика Єгипту
Станом на 2024 рік Єгипет не має комерційних ядерних реакторів, але оперує двома дослідницькими.
Президент Адлі Мансур оголосив 7 листопада 2013 року, що Єгипет перезапускає свою ядерно-енергетичну програму в Ель Дабаа; було укладено угоду з мешканцями, в якій було домовлено, що також буде побудований житловий масив.  Єгипетський міністр електроенергетики Ахмед Емам назвав проект «необхідним» через невелику кількість відновлюваних джерел енергії та недостатню кількість палива.

## Історія
Єгипетська ядерна енергетична програма була розпочата в 1954 році, коли перший дослідницький реактор ETRR-1 був придбаний у Радянського Союзу в 1958 році і був відкритий Гамалем Абделем Насером в Інчасі, дельта Нілу. Захоронення відпрацьованого палива контролювалося Радянським Союзом.
У 1964 році була запропонована атомна електростанція потужністю 150 МВт, а в 1974 році – 600 МВт. Крім того, у 1976 році було створено Управління ядерних електростанцій (NPPA), а в 1983 році було обрано місце Ель-Дабаа на узбережжі Середземного моря. Тоді ядерну програму було відхилено відразу після поразки Єгипту від Ізраїлю в Шестиденній війні в 1967 році та ослаблення єгипетської економіки.
У 1968 році Єгипет підписав Договір про нерозповсюдження ядерної зброї, але відклав його ратифікацію, посилаючись на докази того, що Ізраїль розпочав програму створення ядерної зброї. Як наслідок, Єгипет втратив багатьох своїх ядерних експертів і вчених, яким довелося виїжджати за кордон у пошуках можливостей роботи. Деякі з них приєдналися до іракської ядерної програми, інші емігрували до Канади. Після аварії на Чорнобильській АЕС ядерні плани Єгипту були заморожені.
У 1992 році Єгипет придбав в Аргентини багатоцільовий дослідницький реактор ETRR-2 потужністю 22 МВт.
У 2006 році Єгипет оголосив, що відновить свою цивільну ядерну програму та протягом 10 років побудує атомну електростанцію потужністю 1000 мегават в Ель-Дабаа. Її вартість оцінюють у 1,5 мільярда доларів США, і будуватиметься за участю іноземних інвесторів. У березні 2008 року Єгипет підписав з Росією угоду про мирне використання ядерної енергії.
Станом на 2012 рік, після багатьох років зусиль із запуску будівництва, амбіції Єгипту щодо ядерної енергетики знову почали змінюватися. Ель-Дабаа стала мішенню протестувальників, які стверджували, що уряд незаконно забрав їхню землю, щоб звільнити місце для будівництва АЕС. Станом на 2012 рік внаслідок тих протестів ділянку було закрито. Уряд Мурсі не робив жодних заяв про свої плани щодо станції, оскільки будівництво було призупинено.
29 квітня 2013 року Єгипет вийшов із переговорів щодо реалізації та ефективності Договору про нерозповсюдження ядерної зброї (ДНЯЗ) у Женеві 29 квітня 2013 року, але залишається державою, яка ратифікувала ДНЯЗ.
У листопаді 2015 року та березні 2017 року Єгипет підписав попередні угоди з російською атомною компанією «Росатом» щодо першого блоку ВВЕР-1200 на атомній електростанції Ель-Дабаа, який має бути запущений у 2024 році. Обговорення тривають для остаточного затвердження.
У серпні 2022 року державна компанія Korea Hydro and Nuclear Power (KHNP) підписала угоду на 2,2 мільярда доларів США з російською державною ASE (дочірньою компанією «Росатома») щодо допомоги у будівництві атомної електростанції Ель-Дабаа.

## Перелік реакторів
| Назва     | Блок №. | Реактор | Реактор   | Статус    | Чиста потужність (MW) | Початок будівництва | Комерційне використання | Закриття |
| Назва     | Блок №. | Тип     | Модель    | Статус    | Чиста потужність (MW) | Початок будівництва | Комерційне використання | Закриття |
| --------- | ------- | ------- | --------- | --------- | --------------------- | ------------------- | ----------------------- | -------- |
| Ель-Дабаа | 1       | PWR     | ВВЕР-1200 | Будується | 1200                  | 20 липня 2022       | ( 2028)                 |          |
| Ель-Дабаа | 2       | PWR     | ВВЕР-1200 | Будується | 1200                  | 19 листопада 2022   |                         |          |
| Ель-Дабаа | 3       | PWR     | ВВЕР-1200 | Будується | 1200                  | 3 травня 2023       |                         |          |
| Ель-Дабаа | 4       | PWR     | ВВЕР-1200 | Будується | 1200                  | 23 січня 2024       |                         |          |

## Незаявлена ядерна діяльність
Наприкінці 2004 – на початку 2005 року Міжнародне агентство з атомної енергії (МАГАТЕ) почало розслідувати нерозголошені експерименти, які були опубліковані у відкритих джерелах колишніми та нинішніми співробітниками AEA, у яких зазначено ядерний матеріал, діяльність та об’єкти, пов’язані з видобутком, конверсією, опроміненням і переробкою урану, про які агентство не повідомлялося, а група інспекторів агентства відвідала Центр ядерних досліджень у м. Інша з 9 по 13 жовтня 2004 р..
14 лютого 2005 року генеральний директор МАГАТЕ Мухаммед аль-Барадаї поширив доповідь до ради керуючих, у якій виявив "низку нездатностей Єгипту звітувати агентству відповідно до своїх зобов'язань".
Єгипет виправдовував своє ненадання звітності тим, що уряд і МАГАТЕ «по-різному тлумачили» зобов’язання Єгипту щодо гарантій і підкреслювали, що «ядерна діяльність країни ведеться суто в мирних цілях». Відповідно, Єгипет вжив коригувальних заходів і підтримував повну співпрацю під час розслідування 2004/2005 років, яке завершилося тим, що МАГАТЕ не виявило розбіжностей між тим, що було заявлено під час розслідування, і висновками МАГАТЕ, а також жодних доказів видобутку плутонію або збагачення урану та розслідування було закрито.
У травні 2009 року, згідно з закритим звітом МАГАТЕ (Звіт про впровадження гарантій IAEA (SIR) за 2008 рік), отриманим агентством Reuters, ядерна служба ООН розслідувала виявлення слідів високозбагаченого урану (ВЗУ) на ядерному дослідницькому заводі. Виявлення було зроблено за допомогою проб навколишнього середовища, взятих у 2007 і 2008 роках у Центрі ядерних досліджень, які дали позитивний результат як на низько збагачений уран (НЗУ), так і на високозбагачений уран, але не підтвердили, чи є частинки (ВЗУ) збройовим матеріалом.
Єгипет пояснив виявлення матеріалу (ВЗУ) тим, що він «міг бути ввезений до країни через забруднені радіоізотопними транспортними контейнерами», а інспектори МАГАТЕ не перевірили джерело частинок, і не було жодних доказів того, що пояснення Єгипту не було правильним. Крім того, у звіті робиться висновок, що попередні питання щодо незаявленої ядерної діяльності та матеріалів, про які було повідомлено Раді керуючих у лютому 2005 року, були вирішені, і весь заявлений ядерний матеріал залишався в мирній діяльності.[джерело?]

### Експерименти з перетворення урану
Під час інспекцій у грудні 2004 року та січні 2005 року МАГАТЕ виявило, що Єгипет не задекларував у початковій доповіді 1982 року 67 кг імпортованого тетрафториду урану (UF4), 3 кг імпортованого та виробленого в країні металевого урану, 9,5 кг імпортованого торію. сполук, а також невеликі кількості діоксиду урану (UO2), триоксиду урану (UO3) і UF4, вироблених у країні, які зберігаються в підвалі корпусу ядерної хімії Іншас. Єгипет повідомив, що він імпортував ядерний матеріал і здійснив перетворення урану з використанням цього матеріалу до вступу в силу Угоди про гарантії та надав агентству доступ до Будинку ядерної хімії, де проводилися експерименти з перетворення урану в рамках підвищення кваліфікації персоналу для початкової частини паливного циклу, а також надав перелік ядерного матеріалу, який був імпортований, і наступного ядерного матеріалу, який був виготовлений, про що не повідомлялося в початковому звіті 1982 року.
Єгипет повідомив Агентство, що Управління ядерних матеріалів (NMA) виконало проект із відновлення концентрату уранової руди як побічного продукту діяльності на заводі з очищення фосфорної кислоти в Іншасі, але не вдалося відокремити уран. Єгипет представив агентству програму кучового вилуговування уранової руди в Синайській та Східній пустелях і заявив, що жоден з концентрату уранової руди, виробленого в результаті діяльності з вилуговування, не мав чистоти та складу, які потребують звітності.

### Досліди опромінення урану і торію
Під час розслідування в грудні 2004 року Єгипет визнав, що в період з 1990 по 2003 роки в ETRR-1 було опромінено близько 12 експериментів, про які не повідомлялося МАГАТЕ, з використанням загальної кількості 1,15 г сполук природного урану і 9 зразків торію, а також з 1999 по 2003 рік. близько 4 незареєстрованих експериментів із використанням загалом 0,24 г сполук природного урану, опромінених на ETRR-2, ці експерименти передбачають опромінення невеликих кількостей природного урану в реакторі для перевірки виробництва ізотопів продуктів ділення для медичних цілей та опромінених сполук був розчинений у трьох лабораторіях, розташованих у корпусі ядерної хімії, і плутоній або U-233 не були виділені під час цих експериментів. Єгипет надав модифіковану проектну інформацію для двох реакторів і надав звіти про зміни в інвентарі (ICR). Крім того, Єгипет заявив, що подібні експерименти проводилися між 1982 і 1988 роками, до набуття чинності угоди про гарантії.

### Діяльність, пов'язана з переробкою
У березні 2001 року та липні 2002 року МАГАТЕ досліджувало зразки навколишнього середовища, взяті з гарячих камер ETRR-1, які виявили сліди актиноїдів і продуктів ділення, які Єгипет пояснив у липні 2003 року тим, що присутність частинок була через пошкоджену оболонку ядерного палива призвело до забруднення води реактора, яка проникла в гарячі камери з опромінених банок із зразками.
У грудні 2004 року Єгипет заявив, що він не включив у початковий звіт загальну вагу брутто (включаючи оболонку та контейнери) одного кілограма імпортованих неопромінених паливних стрижнів, що містять 10% збагачений U-235, який використовувався в експериментах, залучених у лабораторії. масштабне тестування розчинення палива перед розробкою лабораторії переробки (Гідрометалургійний експериментальний завод) і надано агентству один непошкоджений паливний стрижень, збагачений 10% U-235, ряд частин інших паливних стрижнів (природний і збагачений уран), і розчин уранілнітрату з ураном, збагаченим 10% U-235. Ці експерименти проводилися в корпусі ядерної хімії до набрання чинності Угоди про гарантії. Єгипет погодився виправити свій початковий звіт, включивши ці матеріали.
Єгипет також заявив, що наприкінці 1970-х років він уклав кілька контрактів з іноземною компанією на будівництво гідрометалургійної експериментальної установки (ГЕС), а в 1982 році лабораторія 2 почала працювати. Гідрометалургійна дослідна установка, призначена для проведення стендових радіохімічних експериментів з виділення плутонію та урану з опромінених ТВЕЛів дослідницького реактора ETRR-1. У листопаді 2004 року та січні 2005 року Єгипет визнав, що в 1987 році він проводив приймальні випробування на ГЕС з використанням неопроміненого нітрату уранілу в хімічних реагентах, придбаних на місцевому ринку, тоді як нітрат уранілу змішували з розчином, отриманим у результаті розчинення брухт таблеток UO2 вітчизняного виробництва (з 1,9 кг сполук урану). Єгипет не заявляв про це в МАГАТЕ для охорони через те, що об'єкт так і не був завершений і він був розроблений для експериментів у стендовому масштабі. Єгипет надав інформацію про проект пілотної гідрометалургійної установки та погодився надати ICR.
У 2004 році Єгипет показує інспекторам МАГАТЕ установку з виробництва радіоізотопів в Іншасі, яка була новою спорудженою установкою, призначеною для виділення радіоізотопів із збагаченого 19,7% U-235, опроміненого в реакторі ETRR-2, тоді як Єгипет мав повідомити про рішення побудувати новий об’єкт не пізніше 1997 року. Єгипет вжив коригувальні заходи та надав агентству інформацію про проект об’єкта.

## Зовнішні посилання
- FAS - Egypt Nuclear Program
- NTI - Egypt Profile
- The nuclear tipping point: why states reconsider their nuclear choices